# Kike Fernández de Pinedo Alvarez de Arkaia
Kike Fernández de Pinedo Álvarez de Arkaia (Vitoria, 13 de julio de 1961) es un político alavés de Euskal Herria Bildu y profesor de educación secundaria. De 2015 a 2023 ha sido procurador en las Juntas Generales de Álava.

## Biografía

### Trayectoria profesional
Kike Fernández de Pinedo nació en Vitoria en 1961. Licenciado en Filología Vasca, su trayectoria profesional ha estado ligada al mundo educativo, ejerciendo durante diez años de profesor en AEK y durante trece años de profesor y director de la ikastola Assa de Lapuebla de Labarka. También ha sido profesor en la ikastola Armentia y en los institutos de Murgia y Samaniego, así como responsable de pedagogía y del programa de normalización de euskara "Euskaraz Bizi" de Ikastolen Elkartea en Álava.
Implicado en el movimiento popular, sobre todo en el ámbito del euskera, ha realizado trabajos e investigaciones sobre la historia social del euskera en Álava y sobre la brujería en Álava.

### Trayectoria política
Fue cabeza de lista por Euskal Herria Bildu de Vitoria, como candidato independiente, a las elecciones municipales de 2011. Fue concejal y portavoz del grupo municipal desde el año 2011 al 2015.
Repitió como cabeza de lista y candidato a Diputado General de Álava en las Elecciones a las Juntas Generales de Álava de 2015 y en las Elecciones a las Juntas Generales de Álava de 2019.
Fernández de Pinedo se postuló como diputado General ante la evidencia de que los números daban para conformar mayorías de gobierno alternativas, pero consciente de que esa posibilidad era inviable como alternativa a la investidura de Ramiro González Vicente, quien presidirá un gobierno foral de coalición entre PNV y PSE, con mayoría absoluta. En mayo de 2022 anunció que no repetiría en el cargo.

## Obras
- Kike Fernández de Pinedo, Xabi Otsoa de Alda (2008): "Brujas" euskaldunes alavesas en el proceso inquisitorial de Logroño (1609-1614)" Fontes linguae vasconum: Studia et documenta, n.º 109, págs. 419-441.
- Kike Fernández de Pinedo (2012): "Gasteiz hiriburu berdea, begirada kritikoa" Aldiri: arkitektura eta abar,  nº. 12, págs. 32-36.
- Gervasio di Cesare y Kike Fernández de Pinedo (2012): "Euskara y nobleza en la Llanada alavesa oriental". Fontes linguae vasconum: Studia et documenta,  año n.º 44, n.º 115, págs. 287-306.